# Michael Klim
Michael George Klim (Gdynia, 13 agosto 1977) è un ex nuotatore australiano.
Era specializzato nello stile libero e nella farfalla.
Ha vinto ben sei medaglie in tre diverse edizioni olimpiche: Atlanta 1996, Sydney 2000 e Atene 2004. Si ritira il 26 giugno 2007 a soli 29 anni.

## Biografia
Nato in Polonia e cresciuto in Australia, Micheal Klim vive da anni a Bali in Indonesia dove possiede una scuola di nuoto e la " Milk and Co" una ditta di cosmetici, di cui ne è co-fondatore con la ex-moglie Lindy Rama.
Nel 2022, a Klim è stata diagnosticata una grave patologia immunitaria.

## Palmarès
- Olimpiadi

Atlanta 1996: bronzo nella 4x100m misti.
Sydney 2000: oro nella 4x100m sl e nella 4x200m sl, argento nei 100m farfalla e nella 4x100m misti.
Atene 2004: argento nella 4x200m sl.
- Mondiali

Perth 1998: oro nei 200m sl, nei 100m farfalla, nella 4x200m sl e nella 4x100m misti, argento nei 100m sl e nella 4x100m sl e bronzo nei 50m sl.
Fukuoka 2001: oro nella 4x100m sl e nella 4x200m sl.
Montreal 2005: bronzo nella 4x100m sl.
Melbourne 2007: oro nella 4x100m misti.
- Mondiali in vasca corta

Rio de Janeiro 1995: oro nella 4x200m sl, argento nella 4x100m sl e nella 4x100m misti, bronzo nei 200m sl e nei 100m farfalla.
Göteborg 1997: oro nella 4x200m sl e nella 4x100m misti, bronzo nei 100m sl, nei 100m farfalla e nella 4x100m sl.
Hong Kong 1999: oro nella 4x100m sl e nella 4x100m misti, argento nei 100m sl, nei 200m sl e nei 100m farfalla.
- Giochi PanPacifici

Atlanta 1995: argento nella 4x200m sl.
Fukuoka 1997: oro nei 100m sl e nei 200m sl, argento nei 100m farfalla, nella 4x100m sl, nella 4x200m sl e nella 4x100m misti.
Sydney 1999: oro nei 100m sl, nei 100m farfalla, nella 4x100m e nella 4x200m sl e argento nei 200m sl.
- Giochi del Commonwealth

Kuala Lumpur 1998: oro nei 100m sl, nella 4x100m sl, nella 4x200m sl e nella 4x100m misti, argento nei 200m sl e bronzo nei 50m sl e nei 100m farfalla.
Manchester 2006: oro nella 4x100m misti, argento nei 100m farfalla e nella 4x100m sl e bronzo nei 50m farfalla.
- Vincitore della Coppa del Mondo delle distanze brevi sl nel 1997

## Riconoscimenti
- World Swimmer of the Year: 1997
- Pacific Rim Swimmer of the Year: 1997